# Nipocalimab
Il nipocalimab, venduto con il nome commerciale di Imaavy, è un anticorpo monoclonale usato nel trattamento della miastenia gravis generalizzata. Agisce bloccando il recettore neonatale per il frammento Fc. È una immunoglobulina dell'isotipo IgG, non glicosilata.
L'uso del nipocalimab negli Stati Uniti è stato approvato nell'aprile 2025.

## Usi
L'indicazione farmacologica del nipocalimab riguarda pazienti di età pari o superiore a 12 anni, affetti da miastenia gravis, che presentano anticorpi contro la tirosin chinasi muscolo specifica e/o contro il recettore dell'acetilcolina.
È stato inoltre condotto uno studio clinico su pazienti affetti da sindrome di Sjögren; i risultati preliminari sono stati promettenti.
Nei casi di eritroblastosi fetale, il nipocalimab riduce i livelli di anticorpi materni contro gli antigeni del feto, nonché quelli delle IgG materne in generale, senza però ridurre la protezione immunitaria conferita da queste immunoglobuline. A tal proposito sono in corso di svolgimento due studi clinici, nel 2025 entrambi giunti alla fase III.